# Джустиниани, Даниэле
Даниэле Джустиниани (6 июня 1615, Венеция, Венецианская республика  - 11 января 1697, Бергамо, Венецианская республика — итальянский прелат, Ординарий епархии Бергамо.

## Биография

Герб фамилии Джустиниани

Родился в аристократической семье венецианских патрициев Джустиниан, посвятил себя учебе и политической карьере, занимая различные государственные должности, включая пост сенатора Республики, где ценились его ораторские способности. В 48 летнем возрасте решает оставить светскую и политическую карьеру и принимает рукоположение в сан священника.
Возглавляет список клира собора Святого Марка, вскоре призывается к епископскому служению в самой богатой епархии Венецианской Республики.

## Епископское служение
Прибыл в Бергамо, как частное лицо, избежав торжественной встречи, не желая, чтобы епархия имела ненужные экономические затраты на помпезные мероприятия, подобно тому, как поступил его предшественник Грегорио Барбариго, потому что, несмотря на то, что епископство Бергамо было достаточно богатым, население все еще не оправилось от тяжелого ущерба, нанесенного эпидемией чумы 1630 года.
4 мая 1681 года с визита в приход Сант-Андреа, начинает пастырские посещения городских церквей и, далее всей епархии, что было задокументировано особыми актами, которые хранятся в курии Бергамо.

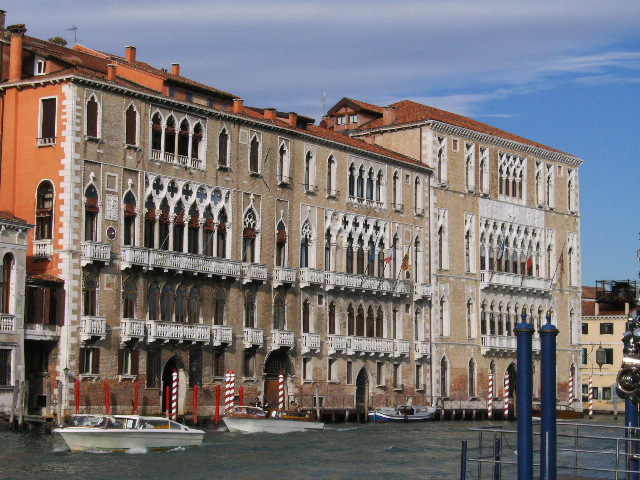
Дворец Джустиниани, Гранд-канал, Венеция.